# Eruguera de les Palau
L'eruguera de les Palau (Edolisoma monacha) és una espècie d'ocell de la família dels campefàgids (Campephagidae).

## Hàbitat i distribució
Habita els boscos de les illes Palau.